# Pohlavní znaky

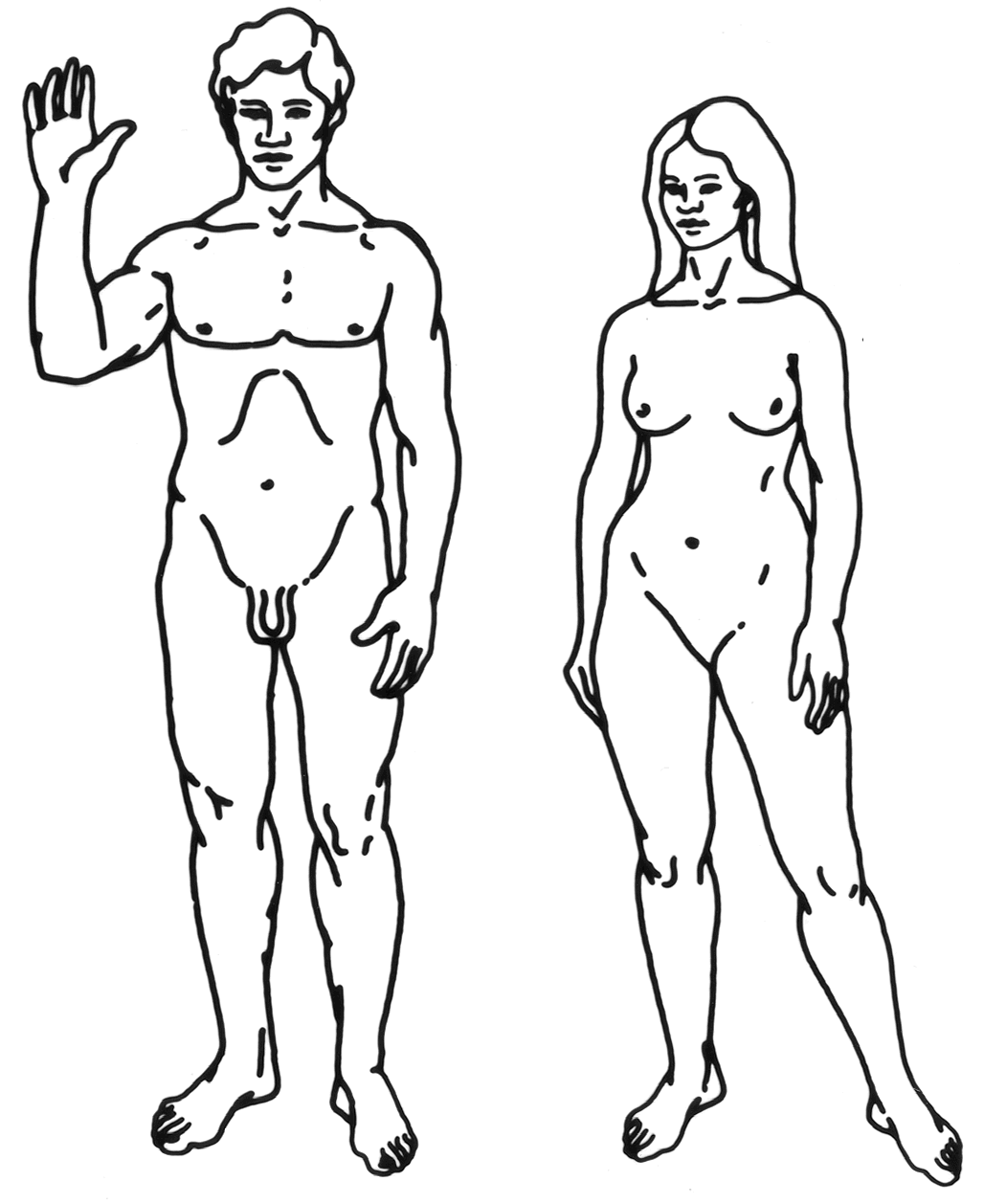
U člověka jsou primárními pohlavními znaky odlišné genitálie, druhotnými pohlavními znaky jsou další odlišnosti těla včetně tvaru prsou (kresba z plakety na vesmírných sondách Pioneer 10 a 11)

Pohlavní znaky jsou souhrn znaků, které odlišují jedince podle pohlaví a umožňují jeho určení. Tyto anatomické a fyziologické znaky dělíme na primární přímo spojené s rozmnožovacími orgány a sekundární. Lze se setkat i s termínem terciární (např. odlišnosti uspořádání mozku) a kvartérní (psychické).
Pohlavními znaky jsou jak specifické orgány (dělí se na zevní, přímo viditelné, a vnitřní), tak specifické tvarové i funkční charakteristiky těla i orgánů, případně charakteristiky projevů, včetně sexuální orientace. Na základě výskytu těchto znaků lze s vysokou pravděpodobností u jedince (za běžných podmínek) určit jeho příslušnost k danému pohlaví, zpravidla samčí či samičí.

## Primární pohlavní znaky
Primární pohlavní znaky jsou tělesné struktury a orgány přímo spjaté s pohlavním rozmnožováním. U člověka a většiny pohlavních živočichů se primární pohlavní znaky v nedovyvinuté podobě utvářejí před narozením (porodem a teprve později nabývají rozmnožovací funkčnosti, zatímco sekundární pohlavní znaky se u člověka zpravidla zřetelně rozvíjejí až postupně po narození, zejména v období dospívání.

### Mužské genitálie
- zevní[3]
  - penis
  - šourek
- vnitřní[3]
  - varlata
  - prostata
  - semenný váček
  - nadvarle
  - chámovod

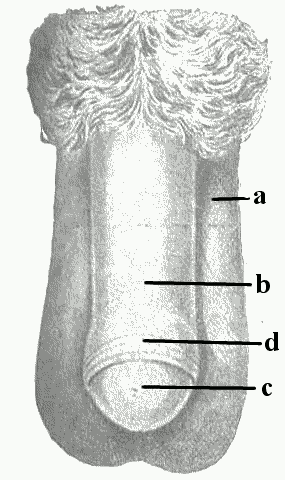
Zevní primární znaky muže

  - topořivé těleso (bulbus vestibuli)
  - část mužské močové trubice

### Ženské genitálie

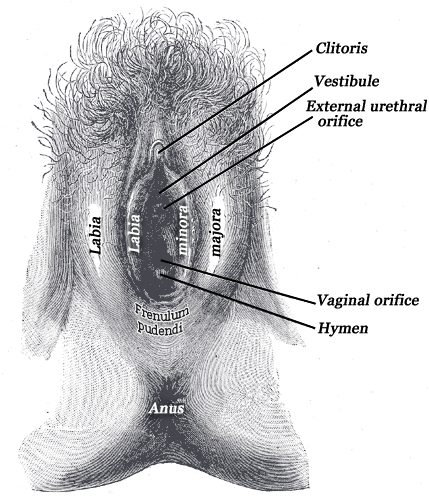
Zevní primární znaky ženy

- zevní[3]
  - stydký pahorek
  - velké stydké pysky
  - malé stydké pysky
  - poštěváček
- vnitřní[3]
  - pochva (vagina)
  - děloha
  - vejcovod
  - vaječník

## Sekundární pohlavní znaky

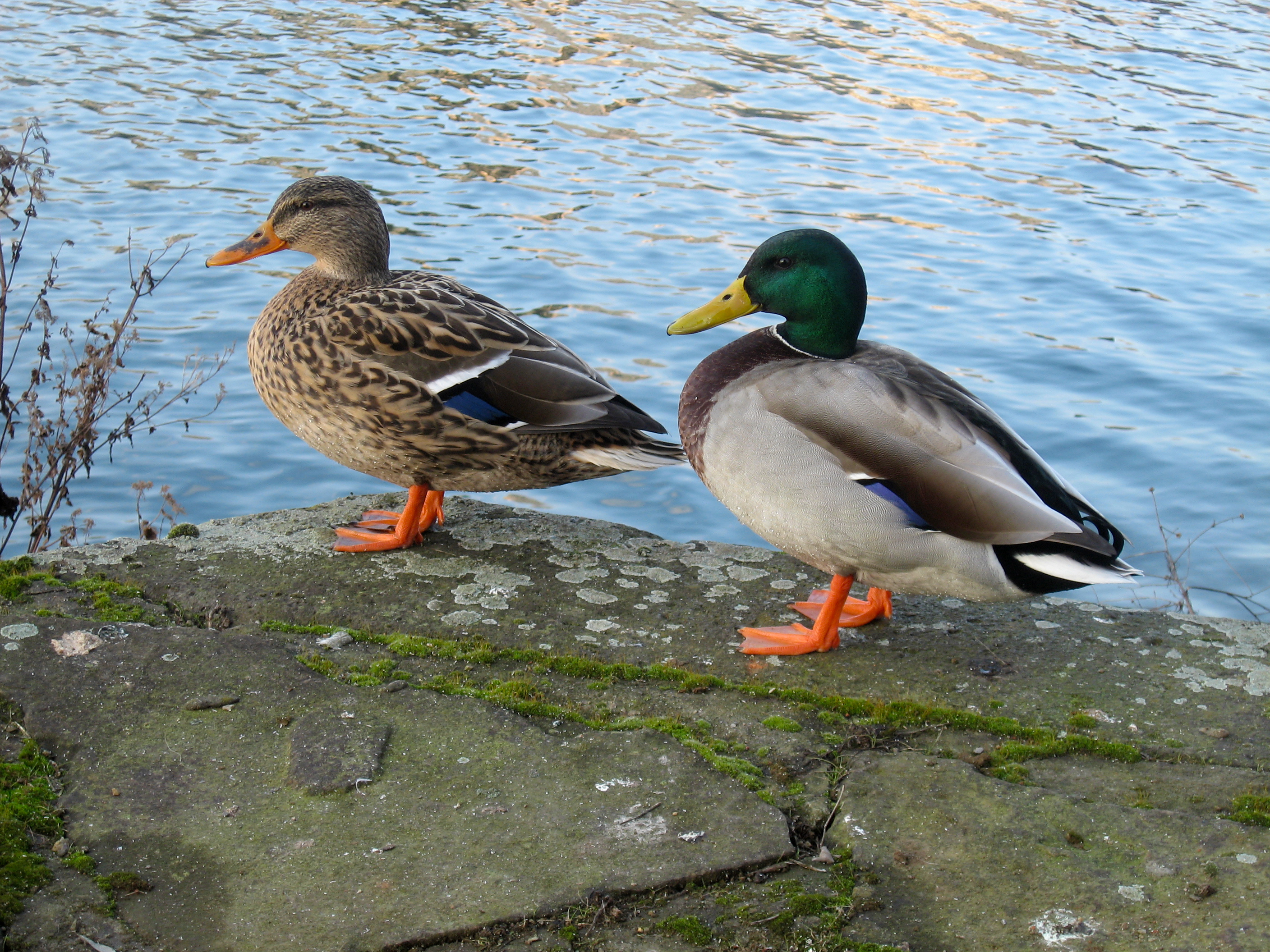
Zbarvení peří kachny divoké je druhotným pohlavním znakem

Sekundární pohlavní znaky se, na rozdíl od primárních pohlavních znaků, vytvářejí v průběhu dospívání, u lidí tedy v období puberty. Výrazná odlišnost samce a samice se nazývá pohlavní dimorfismus.

## Rozlišení pohlaví
Některé organismy nemají rozlišená pohlaví a rozmnožují se pouze nepohlavně. Organismy, které mají pohlaví striktně oddělená, se nazývají gonochoristé. V některých případech lze u jednoho jedince nalézt vícero různých genitálií (ploštěnci, kroužkovci), ten je pak označován za hermafrodita a je schopen při pohlavním rozmnožování zastávat obě role, nicméně dále platí předpoklad o účasti vícero jedinců při pohlavním aktu, byť je zřídka možné samooplození (tasemnice). Vyšší organismy včetně lidí patří mezi gonochoristy, přesto i zde je možný občasný "hermafroditismus", coby intersexuální malformace daná obojetností genitálu a gonád. Určení jedince závisí na převažujícím vzhledu genitálu. V případě pseudohermafrodismu (p. maskulinus, p.femininus) jde o vývojovou poruchu, kdy pohlaví určené na základě genitálu se liší od pohlaví určeného na základě chromozomální výbavy resp. pohlaví gonadální, což znemožňuje další reprodukci.
U člověka se tradičně určuje pohlaví podle genitálií, intersexualita, tedy nevyhraněnost primárních znaků (hermafroditismus či bezpohlavnost), je poměrně vzácná a je považována za vývojovou poruchu. Pokud se druhotné pohlavní znaky blíží opačnému pohlaví, než jakému odpovídají genitálie, ve většině moderních kultur to na určení pohlaví nemá vliv, ale může to jedince stigmatizovat a ovlivňovat jeho sociální status, častěji k horšímu. Pokud však psychické pohlaví neodpovídá primárním pohlavním znakům a jím určené tělesné pohlaví je egodystonní, označuje se takový stav za transsexualitu a některé moderní společnosti přiznávají takovým jedincům právo na pohlavní identitu odpovídající psychickému pohlaví a na lékařskou úpravu tělesných pohlavních znaků. Rovněž v některých předmoderních kulturách nebyla u mezních a smíšených případů pohlavní identita určována vždy striktně podle genitálií.

## Změna pohlaví
U lidí je pohlaví předurčeno geneticky, samci mají chromozomální výbavu XY, ženy pak XX. Nicméně v případě odlišné funkce genů SRY resp. RSPO1 během vývoje plodu je aktivována kaskáda, která vede k přeměně XX ženy na XX jedince se všemi pohlavními znaky muže.
Po chirurgickém zásahu a hormonální terapii lze primární a sekundární pohlavní znaky u lidí změnit i v dospělosti.
U ryb je možná změna pohlaví při styku jedinců s tzv. endokrinním disruptorem, což je např. i lidská hormonální antikoncepce, ale v takovém případě je sexuální funkce ohrožena.
U některých druhů je pohlaví určeno až epigeneticky (tj. tvorba pohlavních gamet je dána vlivem vnějších podmínek), 
a tak je samovolná změna pohlaví s možností pokračovaní v rozmnožování poměrně častá u nižších vodních druhů s primitivním reprodukčním systémem 
tzv. reverze pohlaví v ontogenezi.
Například všechny ryby druhu Klaun se rodí jako samci a v jisté části svého života se mění na samice. Když dominantní samice v hejnu zemře, změní se dominantní samec na samici a nahradí ji v této roli.